# Alun Armstrong (calciatore)
Alun Armstrong (Gateshead, 22 febbraio 1975) è un allenatore di calcio ed ex calciatore inglese, di ruolo attaccante.

## Biografia
Suo figlio Luke è a sua volta un calciatore professionista.

## Carriera

### Giocatore
Dopo aver giocato nelle giovanili del Newcastle Utd viene aggregato alla prima squadra nella stagione 1993-1994, senza però mai scendere in campo in partite ufficiali; a fine stagione viene ceduto a titolo definitivo allo Stockport County, club di terza divisione: qui, alla sua prima vera stagione da professionista, all'età di 19 anni, realizza 14 reti in 45 presenze nella terza divisione inglese, ripetendosi poi nella stagione seguente con 13 reti in 46 partite di campionato. Nella stagione 1996-1997 contribuisce invece alla promozione in seconda divisione del club con 9 reti in 39 presenze; nella stagione 1997-1998, dopo 12 reti in 29 presenze in seconda divisione, nel febbraio del 1998 passa per 1.6 milioni di sterline al Middlesbrough, con cui segna 7 reti in 11 presenze in seconda divisione contribuendo alla promozione in prima divisione del Boro, che chiude il campionato al secondo posto in classifica.
Nella stagione 1998-1999, all'età di 23 anni, esordisce in prima divisione: nel suo primo anno in carriera in questa categoria gioca però solamente 6 partite, segnando una rete. Segna un'ulteriore rete (in 12 presenze) nella stagione 1999-2000, che conclude con un prestito di tre mesi in seconda divisione all'Huddersfield Town, con cui gioca 6 partite senza mai segnare. Inizia poi la stagione 2000-2001 nuovamente al Middlesbrough, dove però non scende mai in campo: nel dicembre del 2000 viene quindi ceduto per 500000 sterline all'Ipswich Town, altro club di prima divisione, con cui termina la stagione realizzando 7 reti in 21 presenze. Trascorre nei Tractor Boys anche la stagione 2001-2002, che termina con la retrocessione del club in seconda divisione, ma nella quale in compenso Armstrong gioca con buona regolarità, mettendo a segno 4 reti in 32 partite, alle quali aggiunge anche 2 reti in 3 presenze in Coppa UEFA. Nella stagione 2002-2003 segna invece un gol in 19 presenze in seconda divisione (oltre ad un gol in 4 presenze, una delle quali nei turni preliminari, in Coppa UEFA), categoria in cui va poi a segno per 2 volte in 7 partite nella stagione 2003-2004, che conclude con un periodo in prestito al Bradford City, con la cui maglia realizza una rete in 6 presenze in seconda divisione. Nel triennio successivo gioca in quarta divisione con il Darlington (in due diversi periodi) e con il Rushden & Diamonds ed in terza divisione con il Doncaster, senza però trovare la continuità di gioco e di reti segnate dei primi anni di carriera (ad eccezione delle 9 reti segnate con il Darlington nella stagione 2004-2005 segna infatti una sola rete in due anni). Si ritira poi nel 2007, dopo un'ultima fugace esperienza (una sola partita giocata) con i dilettanti del Newcastle Blue Star, in ottava divisione.
In carriera ha totalizzato complessivamente 355 presenze e 82 reti nei campionati della Football League.

### Allenatore
Inizia ad allenare il 22 settembre 2016 subentrando a campionato iniziato sulla panchina dei semiprofessionisti del Blyth Spartans, militanti in Northern Premier League (settima divisione); conclude la sua prima stagione alla guida del club con la vittoria del campionato e, di conseguenza, con la promozione in National League North (sesta divisione), categoria nella quale nel biennio successivo conquista rispettivamente un decimo ed un sesto posto, piazzamento grazie al quale conquista anche la qualificazione ai play-off, terminati con un'eliminazione nel primo turno. Nell'estate del 2019 lascia il club per sostituire Tommy Wright sulla panchina del Darlington, a sua volta militante in National League North.

## Palmarès

### Allenatore

#### Competizioni nazionali
- Northern Premier League: 1

Blyth Spartans: 2016-2017